# Биктяков, Руслан
Руслан Биктяков (р.16 февраля 1974) — узбекистанский борец греко-римского стиля, призёр чемпионатов Азии.
Родился в 1974 году в Ташкенте. В 1999 году завоевал золотую медаль Центральноазиатских игр и серебряную медаль чемпионата Азии. В 2000 году принял участие в Олимпийских играх в Сиднее, но там стал лишь 10-м. В 2001 году вновь завоевал серебряную медаль чемпионата Азии, но на чемпионате мира оказался лишь 12-м.